# Sanguinet
Sanguinet est une commune française dans le  département des Landes (région Nouvelle-Aquitaine).

## Géographie

### Localisation
La commune est située dans le pays de Born au nord des Landes et au nord-ouest de Mont-de-Marsan. Elle est limitrophe du département de la Gironde.
Elle se trouve Sanguinet  à 13 kilomètres à l'est de Biscarrosse, sur l’axe reliant le bassin d'Arcachon et la dune du Pilat.

### Communes limitrophes
Les communes limitrophes sont  Biscarrosse, Gujan-Mestras, La Teste-de-Buch, Le Teich, Lugos, Mios, Parentis-en-Born, Salles et Ychoux.
| Gujan-Mestras (Gironde)    | Le Teich (Gironde)                              | Mios (Gironde, par un quadripoint) |
| La Teste-de-Buch (Gironde) | Sanguinet                                       | Salles (Gironde)                   |
| Biscarrosse                | Parentis-en-Born, Ychoux, (par un quinquepoint) | Lugos (Gironde)                    |

### Hydrographie
La commune  est traversée par la Gourgue dont le lit est à l'origine du lac de Cazaux-Sanguinet. Ce fleuve côtier de jadis, se jetant directement dans l'océan Atlantique, a vu son embouchure se fermer au fur et à mesure des siècles par la formation de dunes, créant ainsi le plus grand des étangs landais, situé entre 20 et 21 mètres au-dessus du niveau de la mer. Cette montée des eaux a piégé des villages, de nombreux objets et des pirogues monoxyles qui font l'objet des études du CRESS (centre de recherches et d'études sublacustres de Sanguinet) et des expositions du musée archéologique municipal.

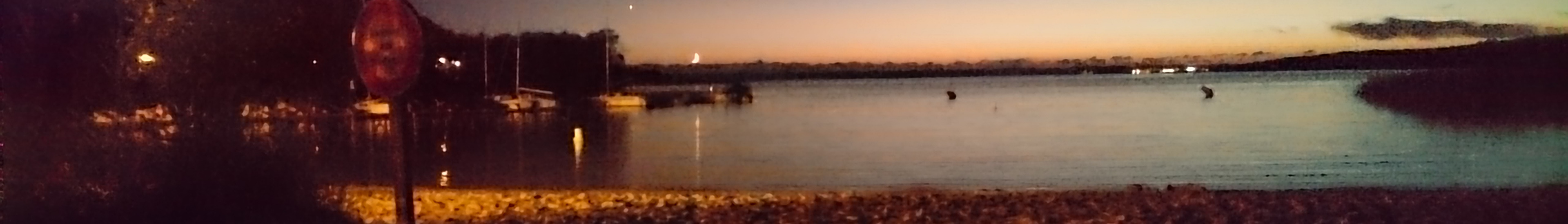
Le lac de Sanguinet la nuit.

### Climat
Pour des articles plus généraux, voir Climat de la Nouvelle-Aquitaine et Climat des Landes.
Historiquement, la commune est exposée à un climat océanique aquitain.
En 2020, Météo-France publie une typologie des climats de la France métropolitaine dans laquelle la commune est exposée à un climat océanique et est dans la région climatique Littoral charentais et aquitain, caractérisée par une pluviométrie élevée en automne et en hiver, un bon ensoleillement, des hiver doux (6,5 °C), soumis à la brise de mer.
Pour la période 1971-2000, la température annuelle moyenne est de 13,1 °C, avec une amplitude thermique annuelle de 13,7 °C. Le cumul annuel moyen de précipitations est de 1 034 mm, avec 12,9 jours de précipitations en janvier et 7,4 jours en juillet. Pour la période 1991-2020, la température moyenne annuelle observée sur la station météorologique la plus proche, située sur la commune de Biscarrosse à 13 km à vol d'oiseau, est de 14,6 °C et le cumul annuel moyen de précipitations est de 851,5 mm,. Pour l'avenir, les paramètres climatiques de la commune estimés pour 2050 selon différents scénarios d’émission de gaz à effet de serre sont consultables sur un site dédié publié par Météo-France en novembre 2022.

### Qualité de l'environnement

Les ZNIEFF de Sanguinet
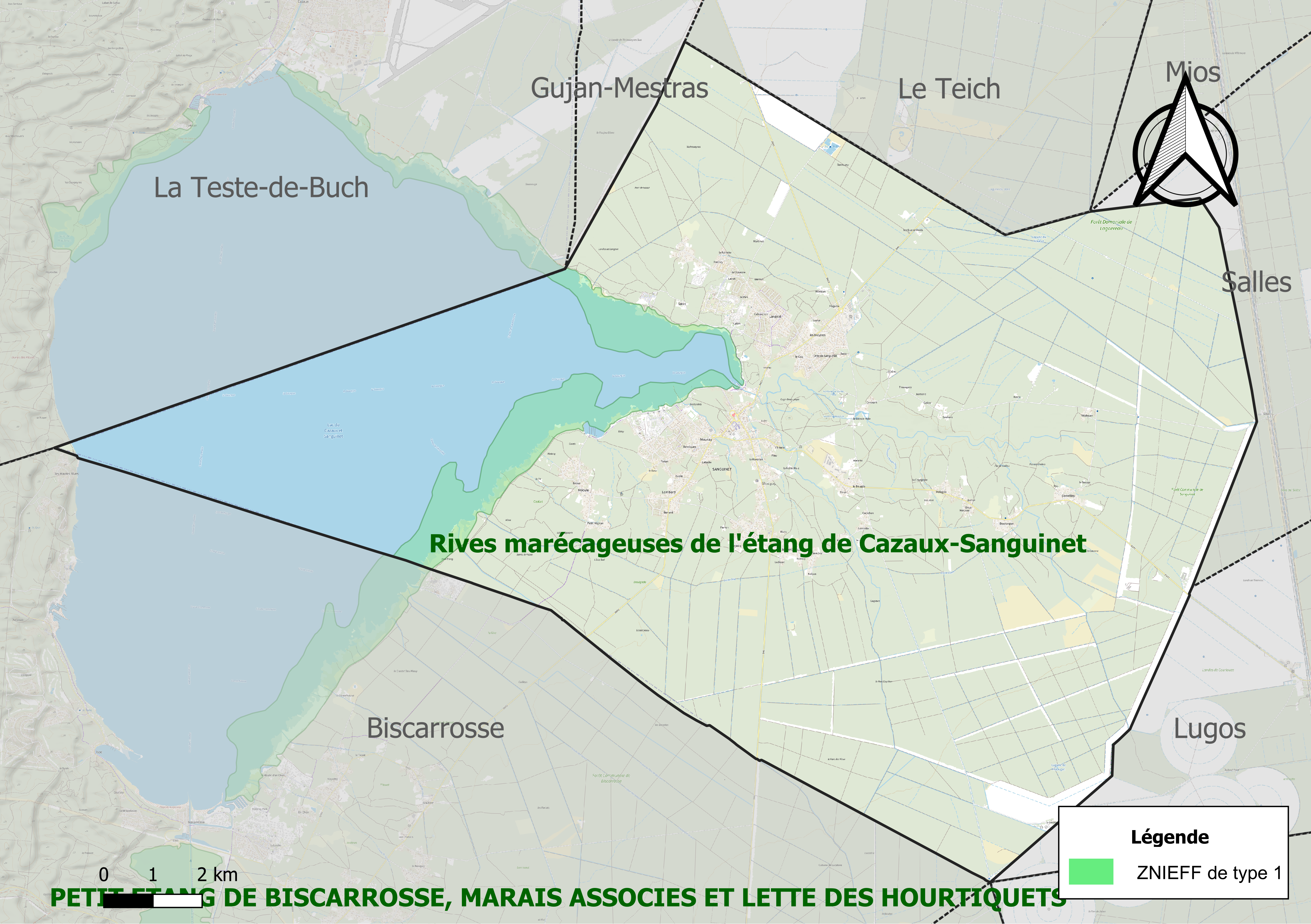
La ZNIEFF de type 1
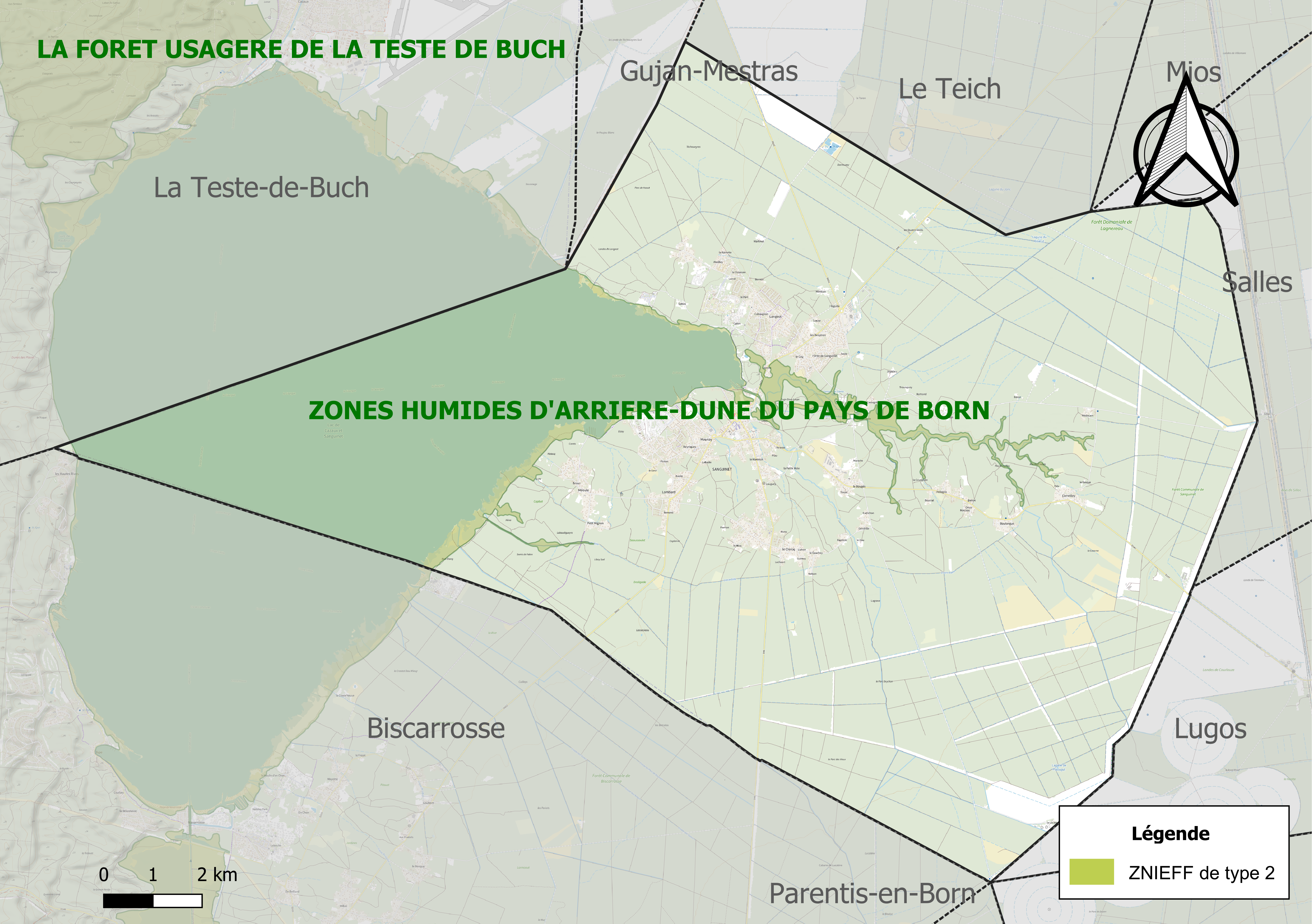
La ZNIEFF de type 2

## Urbanisme

### Typologie
Au 1er janvier 2024, Sanguinet est catégorisée bourg rural, selon la nouvelle grille communale de densité à sept niveaux définie par l'Insee en 2022.
Elle appartient à l'unité urbaine de Sanguinet, une unité urbaine monocommunale constituant une ville isolée,. La commune est en outre hors attraction des villes,.
La commune, bordée par un plan d’eau intérieur d’une superficie supérieure à 1 000 hectares, le lac de Cazaux et de Sanguinet, est également une commune littorale au sens de la loi du 3 janvier 1986, dite loi littoral. Des dispositions spécifiques d’urbanisme s’y appliquent dès lors afin de préserver les espaces naturels, les sites, les paysages et l’équilibre écologique du littoral, tel le principe d'inconstructibilité, en dehors des espaces urbanisés, sur la bande littorale des 100 mètres, ou plus si le plan local d’urbanisme le prévoit.

### Occupation des sols

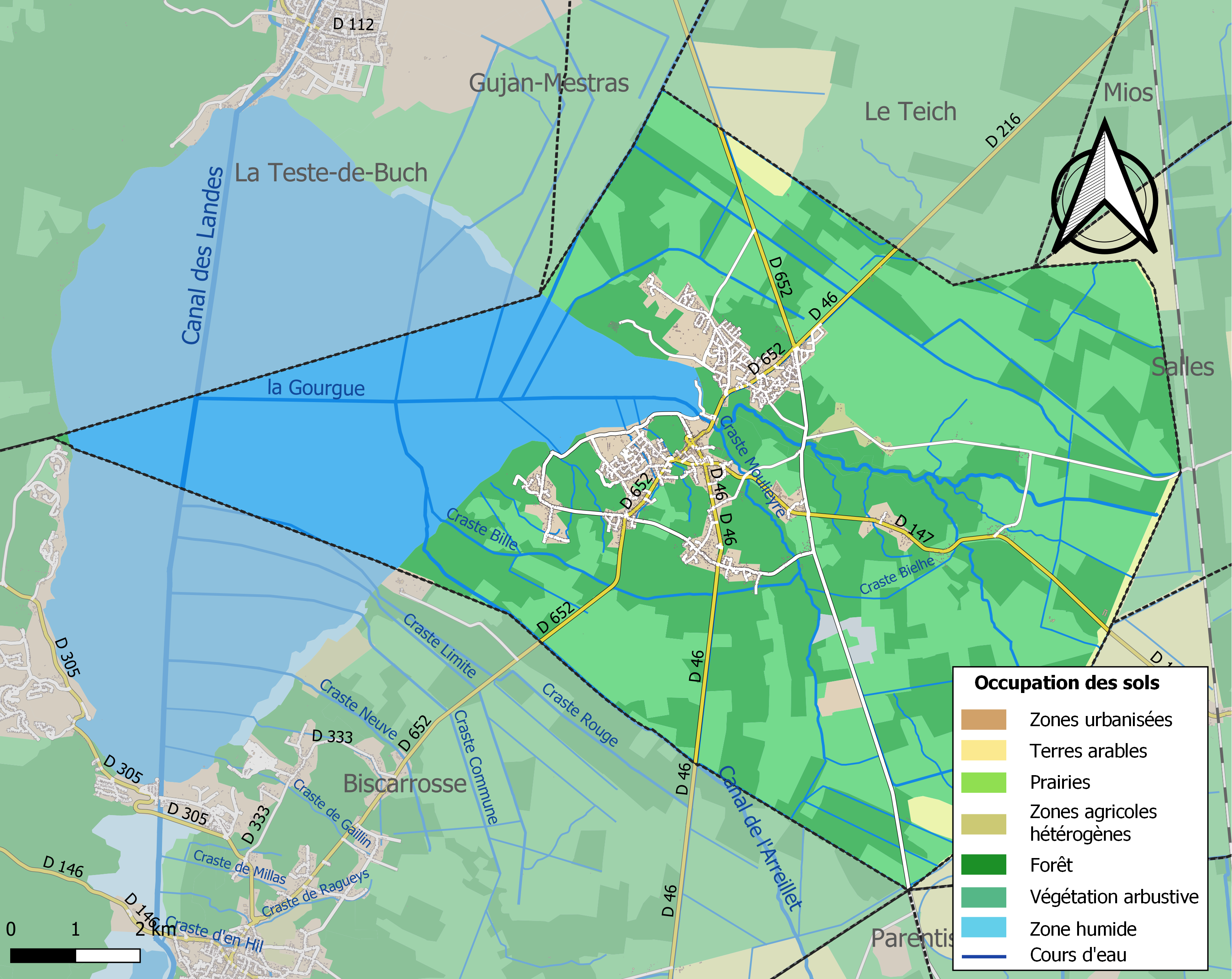
Carte des infrastructures et de l'occupation des sols de la commune en 2018 (CLC).

L'occupation des sols de la commune, telle qu'elle ressort de la base de données européenne d’occupation biophysique des sols Corine Land Cover (CLC), est marquée par l'importance des forêts et milieux semi-naturels (73,2 % en 2018), une proportion sensiblement équivalente à celle de 1990 (73,5 %). La répartition détaillée en 2018 est la suivante :
milieux à végétation arbustive et/ou herbacée (37,9 %), forêts (34,9 %), eaux continentales (18,9 %), zones urbanisées (4,9 %), terres arables (1,7 %), espaces verts artificialisés, non agricoles (0,8 %), espaces ouverts, sans ou avec peu de végétation (0,4 %), zones industrielles ou commerciales et réseaux de communication (0,3 %), zones agricoles hétérogènes (0,3 %). L'évolution de l’occupation des sols de la commune et de ses infrastructures peut être observée sur les différentes représentations cartographiques du territoire : la carte de Cassini (XVIIIe siècle), la carte d'état-major (1820-1866) et les cartes ou photos aériennes de l'IGN pour la période actuelle (1950 à aujourd'hui).

### Habitat et logement
En 2020, le nombre total de logements dans la commune était de 2 991, alors qu'il était de 2 236 en 2015 et de 1 992 en 2010.
Parmi ces logements, 67,3 % étaient des résidences principales, 28,6 % des résidences secondaires et 4 % des logements vacants. Ces logements étaient pour 82,4 % d'entre eux des maisons individuelles et pour 8 % des appartements.
Le tableau ci-dessous présente la typologie des logements à Sanguinet en 2020 en comparaison avec celle des Landes et de la France entière. Une caractéristique marquante du parc de logements est ainsi une proportion de résidences secondaires et logements occasionnels (28,6 %) supérieure à celle du département (20,5 %) et à celle de la France entière (9,7 %). Concernant le statut d'occupation de ces logements, 69,9 % des habitants de la commune sont propriétaires de leur logement (68,8 % en 2015), contre 66,2 % pour les Landes et 57,5 pour la France entière.
| Typologie                                               | Sanguinet | Landes | France entière |
| ------------------------------------------------------- | --------- | ------ | -------------- |
| Résidences principales (en %)                           | 67,3      | 72,9   | 82,1           |
| Résidences secondaires et logements occasionnels (en %) | 28,6      | 20,5   | 9,7            |
| Logements vacants (en %)                                | 4         | 6,6    | 8,2            |

### Risques naturels et technologiques
Le territoire de la commune de Sanguinet est vulnérable à différents aléas naturels : météorologiques (tempête, orage, neige, grand froid, canicule ou sécheresse), feux de forêts, mouvements de terrains et séisme (sismicité très faible). Il est également exposé à un risque technologique, le transport de matières dangereuses. Un site publié par le BRGM permet d'évaluer simplement et rapidement les risques d'un bien localisé soit par son adresse soit par le numéro de sa parcelle.

#### Risques naturels
Sanguinet est exposée au risque de feu de forêt. Depuis le 20 avril 2016, les départements de la Gironde, des Landes et de Lot-et-Garonne disposent d’un règlement interdépartemental de protection de la forêt contre les incendies. Ce règlement vise à mieux prévenir les incendies de forêt, à faciliter les interventions des services et à limiter les conséquences, que ce soit par le débroussaillement, la limitation de l’apport du feu ou la réglementation des activités en forêt. Il définit en particulier cinq niveaux de vigilance croissants auxquels sont associés différentes mesures,.
Les mouvements de terrains susceptibles de se produire sur la commune sont des tassements différentiels.

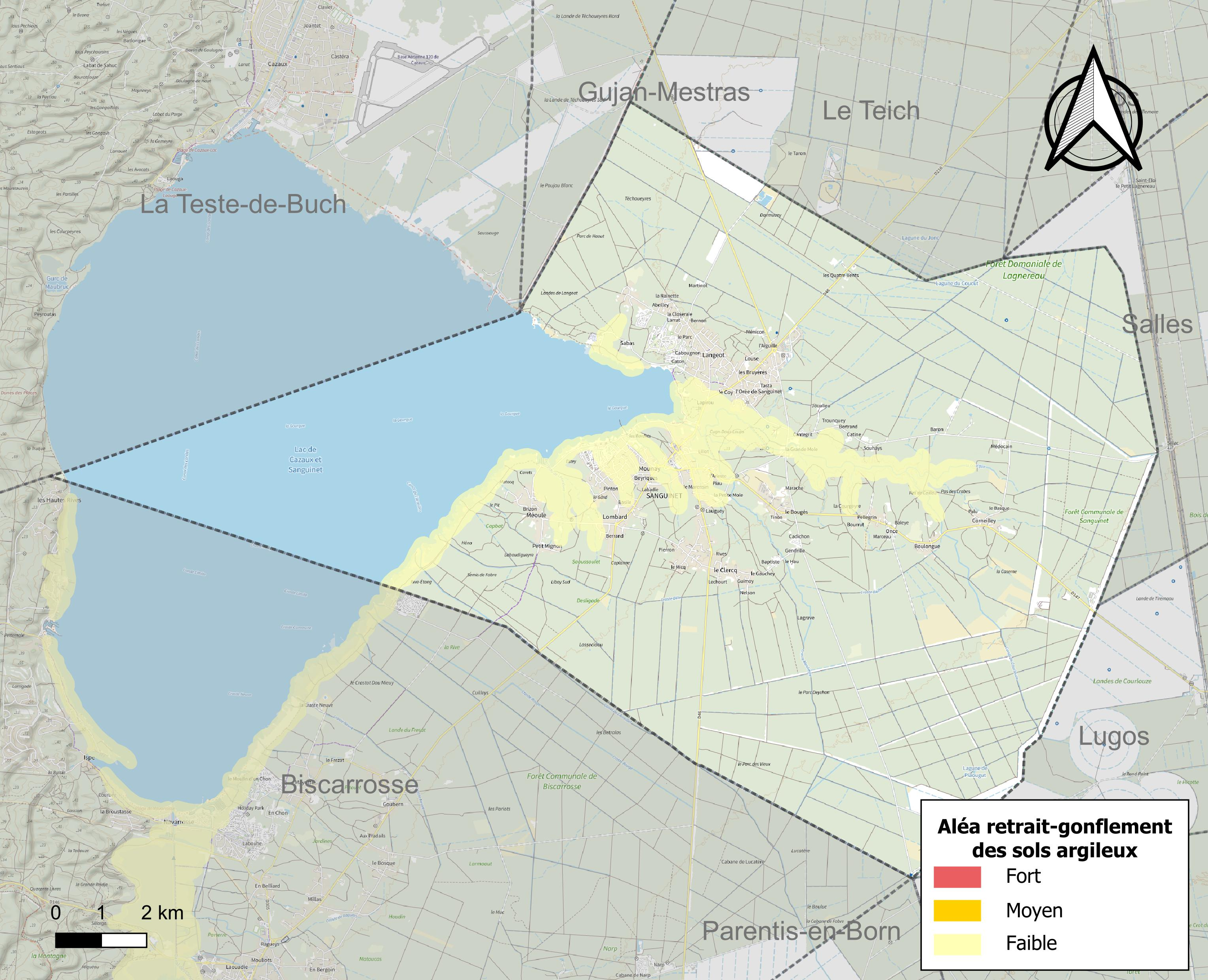
Carte des zones d'aléa retrait-gonflement des sols argileux de Sanguinet.

Le retrait-gonflement des sols argileux est susceptible d'engendrer des dommages importants aux bâtiments en cas d’alternance de périodes de sécheresse et de pluie. Aucune partie du territoire de la commune n'est en aléa moyen ou fort (19,2 % au niveau départemental et 48,5 % au niveau national). Sur les 2 232 bâtiments dénombrés sur la commune en 2019, aucun n'est en aléa moyen ou fort, à comparer aux 17 % au niveau départemental et 54 % au niveau national. Une cartographie de l'exposition du territoire national au retrait gonflement des sols argileux est disponible sur le site du BRGM,.
La commune a été reconnue en état de catastrophe naturelle au titre des dommages causés par les inondations et coulées de boue survenues en 1999, 2003, 2009, 2013 et 2014 et au titre des inondations par remontée de nappe en 2013 et par des mouvements de terrain en 1999.

#### Risques technologiques
Le risque de transport de matières dangereuses sur la commune est lié à sa traversée par une ou des infrastructures routières ou ferroviaires importantes ou la présence d'une canalisation de transport d'hydrocarbures. Un accident se produisant sur de telles infrastructures est susceptible d’avoir des effets graves sur les biens, les personnes ou l'environnement, selon la nature du matériau transporté. Des dispositions d’urbanisme peuvent être préconisées en conséquence.

## Toponymie
Attestée initialement, avant d'être submergé par les eaux, sous la forme Losa ou Louse, reconstruit, un peu plus au sud, sous un nouveau nom, Sanguineto en 1296 puis en occitan Sanguinède en 1305.
Malgré des mentions fantaisistes Senct-Guinet en 1478 et Senguillet en 1577 par Agrippa d'Aubigné, ce nom vient du mot gascon sanguin signifiant "cornouiller", suffixé en -et(a) pour indiquer un collectif végétal.[réf. nécessaire]
C'est un "lieu où il y a des cornouillers".

## Histoire
Sanguinet est le quatrième village implanté, au fil du temps, à peu près au même endroit. Peuplé longtemps d'une centaine de villageois. Le premier village était implanté près du lac, au franchissement de la Gourgue, une petite rivière qui alimente le lac : il est submergé par la montée des eaux ; à l'époque romaine, on le trouve appelé Losa. Il fait partie alors du Bogensis Pagus avec Cazaux et La Teste-de-Buch.

### Préhistoire
Une hache polie en silex équarrie, un outil robenhausien, c’est-à-dire de l’époque néolithique soit environ 2 000 ans av. J.-C., est découverte à Sanguinet lors de la réalisation d'une tranchée et déposée au musée de Bordeaux en 1899.

### Moyen Âge
Depuis le XIe siècle, Sanguinet est une étape du pèlerinage de Saint-Jacques-de-Compostelle, sur la voie de Soulac.

### Temps modernes
En 1577, durant les guerres de Religion, un combat a lieu à proximité de Sanguinet entre des troupes protestantes et des ligueurs Dacquois et Bayonnais. Cet événement est cité par Agrippa d'Aubigné (chef protestant) dans son "Histoire_universelle" Tome 5, années 1576-1579 ; dans les pages 251 à 253. Une fois vainqueurs les soldats protestants appliquent à leurs prisonniers le sort que leurs villes respectives avaient appliquées à leurs concitoyens protestants : les Dacquois sont exécutés en réponse au massacre des protestants de Dax et les Bayonnais relâchés pour avoir permis aux protestants de leur ville de la quitter sains et saufs.
Sanguinet figure sur la carte de Cassini concernant le diocèse de Bazas et, si le bourg actuel n’apparaît pas sur la carte certains 'quartiers"' étaient déjà mentionnés à cette époque : Méoule, Louze...
En 1731 Mgr de Maniban, archevêque de Bordeaux, entreprend une tournée pastorale dans l'archiprétré de Buch et Born. cette tournée l'amène à Sanguinet le 30 avril 1731 et un procès-verbal de cette visite est rédigé par un des membres de sa suite. Ce procès-verbal est mis en forme par la société de Borda en 1975 sous forme d'une petite monographie de 8 pages. on y apprend que le village ne comporte alors que 68 maisons, dont 3 seulement (dont le presbytère) pour le bourg (ainsi nommé parce que c'est là que se situait l'église) et que certains quartiers actuels existent déjà : Once, Le Bougès, Beyriques, Louze et Méoule. Également lagnereau avec une orthographe différente ainsi que probablement (illisibles) les quartiers actuels des Quatre-vents et de Souays.

### Révolution française et Empire

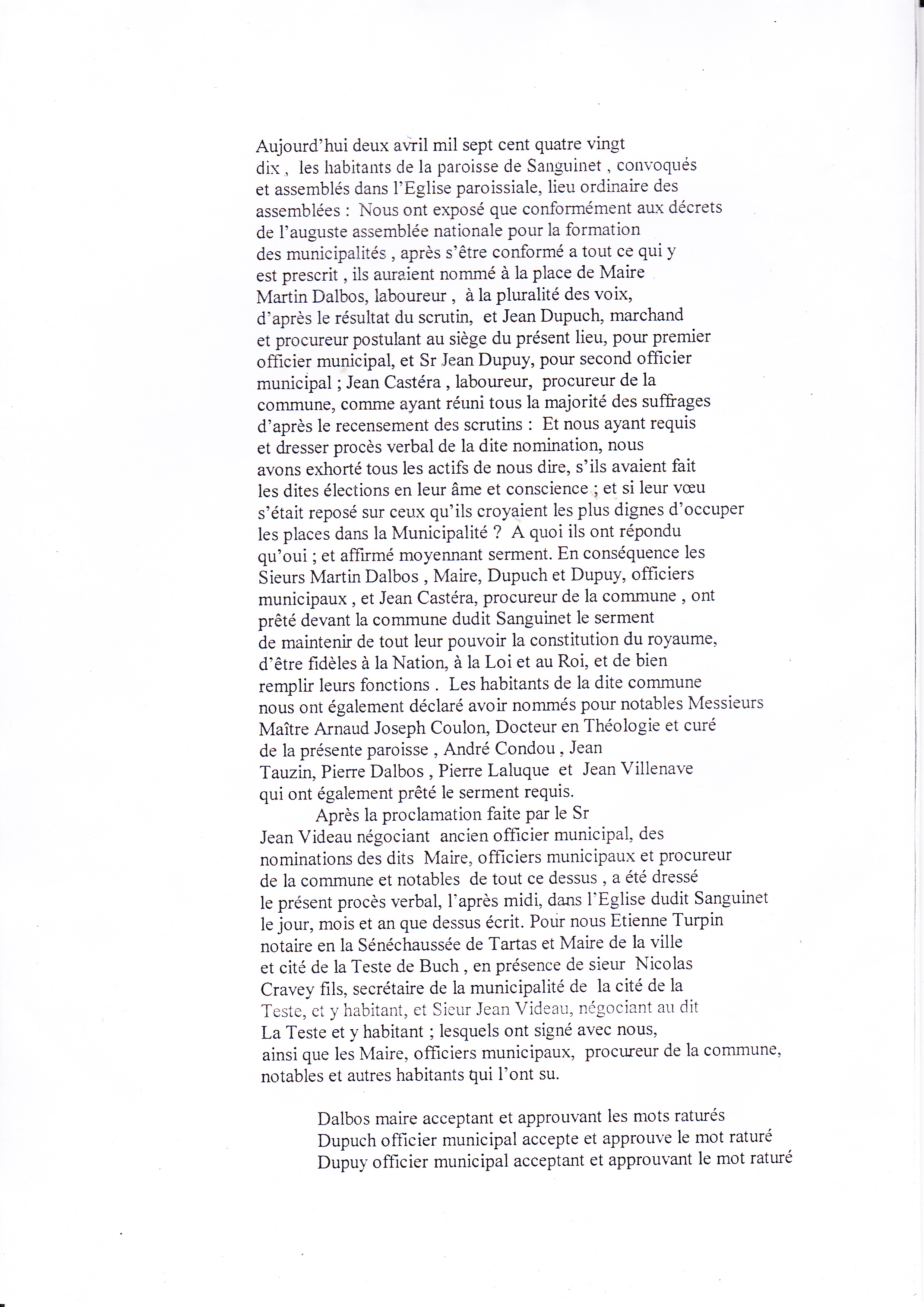
procès-verbal de la première réunion du conseil municipal de Sanguinet le 2 avril 1790 (élection du maire et des officiers municipaux)

- Le 2 avril 1790 est tenu en l'église de Sanguinet (seul bâtiment apte à contenir la totalité de la population et "lieu ordinaire des assemblées") le 1er conseil municipal de la commune nouvellement créée par décret de l'Assemblée Nationale portant création des municipalités. Sont élus Martin Dalbos (maire), Jean Dupuch (premier officier municipal) et Jean Dupuy (second officier municipal). le procès-verbal est dressé par maître Étienne Turpin, notaire et maire de la Teste de Buch[Note 4].
- Le 11 frimaire an X (2 décembre 1801) un ouragan dévaste la commune de Sanguinet. 54 bergeries disséminées sur la lande sont détruites, les animaux écrasés par les débris. Aucun mort n'est à déplorer mais de nombreuses habitations sont détruites et inondées.

### Époque contemporaine
Des épidémies d'angine couenneuse frappent Sanguinet de 1853 à 1859, à cette époque la commune compte un peu plus de 1 000 habitants...
Le 1er octobre 1862 est mis en place un service postal quotidien. Le bureau de poste de Sanguinet est créé en 1887.
Le 16 septembre 1884, atterrissage d'un dirigeable le Britannia (2 000 m3) piloté par sir C.S. Rolls. Celui-ci participait à un concours de ballon organisé par l'Aéro-club belge. Départ de Bruxelles le dimanche à 17 h 43 et posé le lundi à 18 h 06 à Sanguinet après avoir franchi 840 km.
En 1920 installation des premiers appareils téléphoniques, les 20 numéros de la 1re tranche sont tout attribués à des commerçants (bouchers, épiciers, hôtels-restaurants, débit de boissons...), le 01 et le 04 sont à ce jour (juillet 2021) toujours attribués aux mêmes familles (descendants des premiers abonnés), et le 04 n'a même pas changé de maison).
Jadis rurale et pastorale, l’économie locale a profité de l'essor de la sylviculture puis de la création à Biscarrosse du Centre d'essai des Landes qui, outre l'apport pour les commerces de l'implantation résidentielle dans le canton de nombreux spécialistes civils et militaires, a recruté localement pour des emplois à faible niveau de qualification (chauffeurs, magasiniers, entretien bâtiments, etc.).
La découverte de pétrole à Parentis a également généré un certain nombre d'emplois qui, pour certains, se sont pérennisés ensuite sur des champs pétrolifères à l'étranger.
Au niveau de la commune, l'entreprise Lanusse d'exploitation forestière et de sciage, fondée en 1941 par Émile Lanusse, a été jusqu’à sa cessation d'activité en avril 1997, le plus gros employeur de la commune et, pour certains habitants sans qualifications, une providentielle possibilité d'emploi.
Et dans les bâtiments de l'ancienne usine à gemme Dupont (actuellement 'Espace Gemme') le groupe Marcel Dassault a implanté pendant des années des ateliers qui fabriquaient des maquettes d'avion (à échelle :1) pour des tests en soufflerie.

## Politique et administration

### Rattachements administratifs et électoraux

#### Rattachements administratifs
La commune se trouve dans l'arrondissement de Mont-de-Marsan du département des Landes.
Elle faisait partie depuis 1793 du canton de Parentis-en-Born. Dans le cadre du redécoupage cantonal de 2014 en France, cette circonscription administrative territoriale a disparu, et le canton n'est plus qu'une circonscription électorale.

#### Rattachements électoraux
Pour les élections départementales, la commune fait partie depuis 2014 du canton des Grands Lacs
Pour l'élection des députés, elle fait partie de la première circonscription des Landes.

### Intercommunalité
Sanguinet est membre de la communauté de communes des Grands Lacs, un établissement public de coopération intercommunale (EPCI) à fiscalité propre créé fin 2002 et auquel la commune a transféré un certain nombre de ses compétences, dans les conditions déterminées par le code général des collectivités territoriales.

### Tendances politiques et résultats
Lors du premier tour des élections municipales de 2014 dans les Landes, la liste UDI menée par Fabien Lainé obtient la majorité absolue des suffrages exprimés, avec 1 113 voix (52,69 %, 18 conseillers municipaux élus dont 3 communautaires), devançant  de 114 voix celle PS menée par le maire sortant Bernard Laine, qui a recueilli 999 voix (47,30 %, 5 conseillers municipaux élus dont 1 communautaire.
Lors de ce scrutin, 26,84 % des électeurs se sont abstenust.
Lors du premier tour des élections municipales de 2020 dans les Landes, la liste MoDem menée par l'ancien maire Fabien Lainé — qui avait démissionnée en 2017 après son entrée à l'Assemblée nationale — obtient la majorité absolue des suffrages exprimés, avec 1024 voix (51,76 %, 21 conseillers municipaux élus dont 3 communautaires), devançant de  70 voix celle DVG menée par Nathalie Larrue-Soubaigné, qui a recueilli 954 voix (6 conseillers municipaux élus dont 1 communautaire).
Lors de ce scrutin marqué par la pandémie de Covid-19 en France, 44,79 % des électeurs se sont abstenus.

### Liste des maires
| Période                                  | Période                              | Identité                   | Étiquette      | Qualité |
| ---------------------------------------- | ------------------------------------ | -------------------------- | -------------- | --- |
| Les données manquantes sont à compléter. |                                      |                            |                | |
| 10 février 1793                          | 24 brumaire an IV (15 novembre 1795) | Pierre Dalbos              |                | |
| 24 brumaire an IV (15 novembre 1795)     | germinal an VI (avril 1798)          | Etienne Dupuy              |                | |
| germinal an VI (avril 1798)              | prairial an XIII (juin 1805)         | François Dejean            |                | |
| prairial an XIII (juin 1805)             | décembre 1811                        | Pierre Dupuch              |                | Forgeron |
| décembre 1811                            | 23 novembre 1824                     | Jean Labarthe              |                | Négociant Mort en fonction |
| janvier 1825                             | entre février et mai 1833            | Pierre Labarthe            |                | Percepteur, fils du précédent |
| entre février et mai 1833                | novembre 1848                        | Jean Gamet                 |                | Meunier |
| novembre 1848                            | janvier 1865                         | Nicolas Gamet              |                | Meunier, fils du précédent |
| janvier 1865                             | septembre 1865                       | Jean Dubos                 |                | |
| septembre 1865                           | 30 avril 1871                        | Nicolas Gamet              |                | Meunier |
| 30 avril 1871                            | janvier 1872                         | Étienne Dupont             |                | |
| janvier 1872                             | janvier 1876                         | Jean Dubos                 |                | Propriétaire |
| janvier 1876                             | février 1881                         | Barthélémy Triscos         |                | Marchand |
| février 1881                             | mai 1888                             | Pierre Jeanti Dupuy        |                | |
| mai 1888                                 | mai 1890                             | Pierre Berrand             |                | |
| mai 1890                                 | mai 1892                             | Barthélémy Triscos (1849-) |                | Conseil municipal dissout |
| mai 1892                                 | mai 1896                             | Jean Octave Dubos          |                | |
| mai 1896                                 | mai 1900                             | Barthélémy Triscos         |                | |
| mai 1900                                 | mai 1904                             | Pierre Dupuy               |                | |
| mai 1904                                 | mai 1912                             | Pierre Urbain Triscos      |                | Fils de Barthélémy Triscos, négociant |
| mai 1912                                 | 1915                                 | Gaston Dupont              |                | |
| 1915                                     | mai 1919                             | Pierre Dupont              |                | |
| mai 1919                                 | 1935                                 | René Dubos                 |                | |
| 1935                                     | 1941                                 | Charles Castets            |                | |
| 1941                                     | 1965                                 | Émile Lanusse              |                | dirigeant de société (exploitation sylvicole) |
| 1965                                     | 1971                                 | Jean-Pierre Dubos          |                | Médecin généraliste |
| 1971                                     | 1977                                 | Geneviève Dubos            |                | Sans profession, épouse du précédent |
| mars 1977                                | mars 1983                            | Marc Lanusse               |                | Dirigeant de société (exploitation sylvicole) |
| mars 1983                                | mars 2008                            | Michel Etchar              | RPR puis UMP   | Ingénieur retraité |
| mars 2008                                | juillet 2009                         | Gilles Laborde             | PS             | Directeur d'école retraité Mandat écourté par la démission de l'ensemble du conseil municipal |
| octobre 2009                             | mars 2014                            | Bernard Laine              | PS             | |
| mars 2014                                | juillet 2017                         | Fabien Lainé               | UDI puis MoDem | Gérant de société Député suppléant de Geneviève Darrieussecq Député des Landes (1re circ.) (2017 → 2023) Démissionnaire après son entrée au Parlement                                                                                            |
| août 2017                                | mai 2020                             | Raphaëlle Miremont         | SE             | Responsable administrative et financière de l’office du tourisme communautaire |
| mai 2020                                 | été 2023                             | Christophe Labruyère       | MoDem          | Fonctionnaire Conseiller départemental des Grands Lacs (2021 → ) Démissionnaire |
| septembre 2023                           | novembre 2024                        | Fabien Lainé               | MoDem          | Commercial dans le bâtiment Vice-président de la CC des Grands Lacs (2014 → 2017 et 2023 → ) Député des Landes (1re circ) (2024 → 2025) Démissionnaire après son entrée au Parlement comme remplaçant de Geneviève Darrieussecq, nommée ministre |
| novembre 2024                            | En cours (au 1er décembre 2024)      | Nathalie Soulage           |                | |

### Instances de démocratie participative
La commune s'est dotée d'un conseil municipal des jeunes et d'un budget participatif.

### Jumelages
- Ribadesella (Espagne)[48].

## Équipements et services publics

### Eau et déchets
Le château d'eau du centre-ville est mis en service en 1953 et démoli en octobre 2015. Ce château d'eau et son puits d'alimentation avaient été construits avec un lavoir. À son sommet, un poste de guet est rajouté lors de sa construction pour assurer en été la surveillance au risque feu du massif forestier. Un réseau d'adduction d'eau potable avait été ensuite construit pour desservir depuis le château d'eau les habitations du centre-ville. Cet équipement d'environ 40 m d'élévation, désactivé pour la fourniture de l'eau potable après la réalisation du château d'eau de l'Aiguille continue à servir comme poste de surveillance (jusqu'au début des années 2000) et pour l'arrosage des espaces verts de la commune. Il sert aussi un temps de  support des antennes de téléphonie mobile de deux opérateurs avant leurs déposes par principe de précaution (l'implantation du château d'eau étant à proximité immédiate de l'école communale). Sur la tour de guet, une sirène permettait avant l'avènement des moyens de communication mobiles d'alerter les pompiers volontaires lors des sinistres. Cette sirène après réhabilitation devrait être installée sur la nouvelle école élémentaire comme moyen d'alerte de la population.[réf. nécessaire]

## Population  et société
Les habitants sont appelés les Sanguinetois.

### Démographie
L'évolution du nombre d'habitants est connue à travers les recensements de la population effectués dans la commune depuis 1793. Pour les communes de moins de 10 000 habitants, une enquête de recensement portant sur toute la population est réalisée tous les cinq ans, les populations de référence des années intermédiaires étant quant à elles estimées par interpolation ou extrapolation. Pour la commune, le premier recensement exhaustif entrant dans le cadre du nouveau dispositif a été réalisé en 2007.

En 2022, la commune comptait 4 662 habitants, en évolution de +16,29 % par rapport à 2016 (Landes : +5,78 %, France hors Mayotte : +2,11 %).
| 1793 | 1800 | 1806 | 1821 | 1831 | 1836 | 1841 | 1846 | 1851  |
| ---- | ---- | ---- | ---- | ---- | ---- | ---- | ---- | ----- |
| 692  | 625  | 715  | 879  | 912  | 905  | 960  | 986  | 1 080 |

| 1856  | 1861  | 1866  | 1872  | 1876  | 1881  | 1886  | 1891  | 1896  |
| ----- | ----- | ----- | ----- | ----- | ----- | ----- | ----- | ----- |
| 1 040 | 1 079 | 1 192 | 1 204 | 1 167 | 1 111 | 1 165 | 1 236 | 1 253 |

| 1901  | 1906  | 1911  | 1921  | 1926  | 1931  | 1936  | 1946  | 1954  |
| ----- | ----- | ----- | ----- | ----- | ----- | ----- | ----- | ----- |
| 1 294 | 1 178 | 1 184 | 1 064 | 1 067 | 1 036 | 1 026 | 1 052 | 1 047 |

| 1962  | 1968  | 1975  | 1982  | 1990  | 1999  | 2006  | 2007  | 2012  |
| ----- | ----- | ----- | ----- | ----- | ----- | ----- | ----- | ----- |
| 1 130 | 1 334 | 1 364 | 1 368 | 1 695 | 1 982 | 2 895 | 3 026 | 3 504 |

| 2017  | 2022  | - | - | - | - | - | - | - |
| ----- | ----- | - | - | - | - | - | - | - |
| 4 185 | 4 662 | - | - | - | - | - | - | - |

### Manifestations culturelles et festivités
Le Gala du rire, organisé par l’association culturelle Tapages, dont la hujitième édition   a eu lieu en mars 2024

### Sports et loisirs
Le stade de rugby porte le nom de  Roger (jean) Labat, résistant mort en déportation le 26 mai 1945 à Dachau à 23 ans,

## Économie
L’économie locale est aujourd’hui fortement marquée par le secteur tertiaire, tourisme et services devenant les principaux employeurs[réf. nécessaire].

## Culture locale et patrimoine

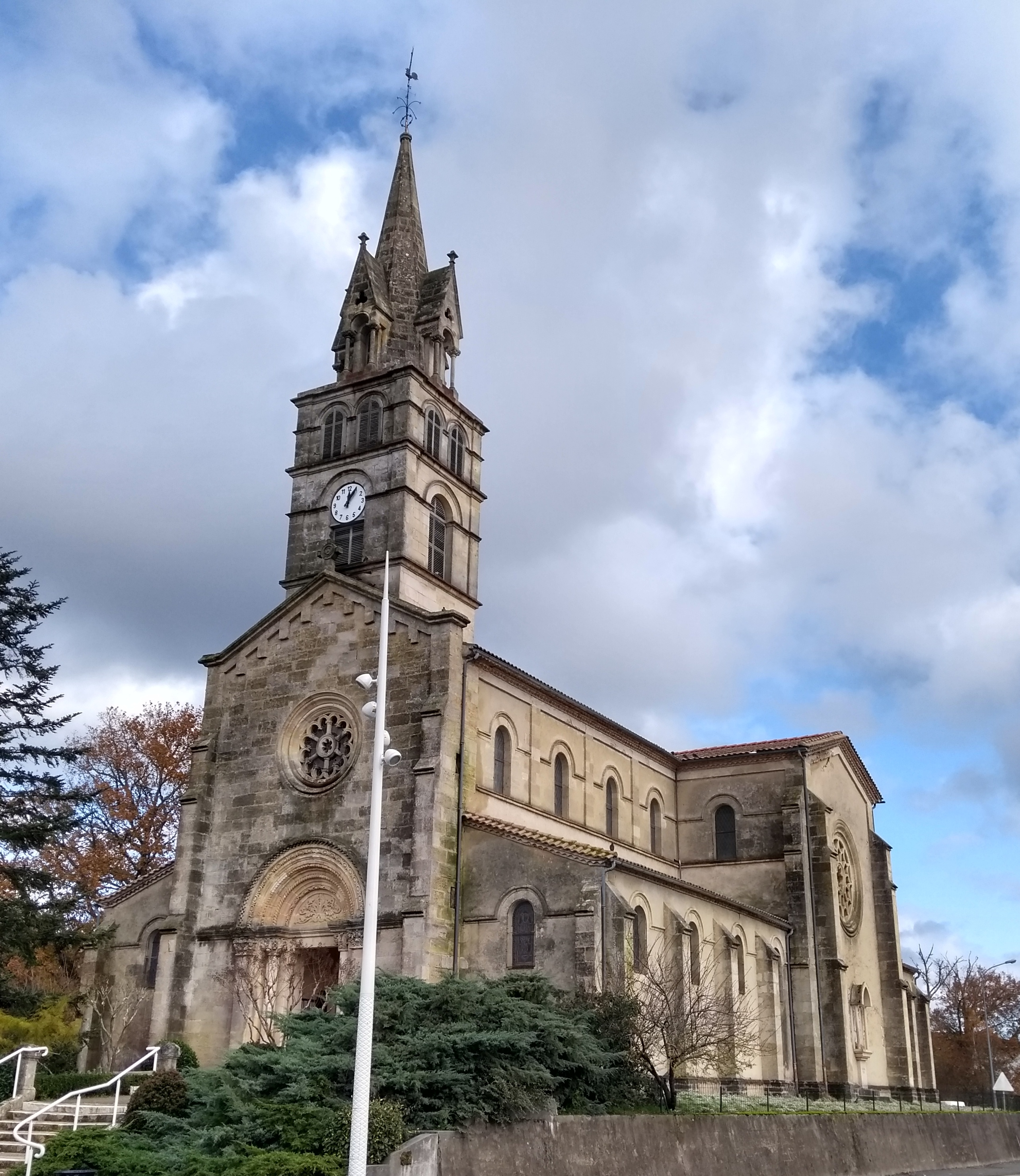
L'église Saint-Sauveur.

### Lieux et monuments
- Le Lac de Cazaux et de Sanguinet[54] et ses plages de de sable fin du Pavillon[55] et de Caton[56]

- Église Saint-Sauveur de Sanguinet : église construite dans un style néoroman entre 1853 et 1856 par les architectes Jules Sibien et Layrolle et l'entrepreneur Ferran. Pour la construction de cette nouvelle église, l'ancienne tombant en ruine, la commune bénéficie d'un concours du conseil général des Landes de 5 000 francs. Pour information, les travaux de l'église de Peyrehorade construite à la même époque s'élevaient à 80 000 francs. Son clocher a fortement souffert lors de la tempête de 2009, la partie supérieure de sa flèche en pierre a dû être reconstruite avec la mise en place d'un nouveau coq sur sa girouette.
- Musée archéologique municipal.

Quelques pièces de la collection  du musée archéologique
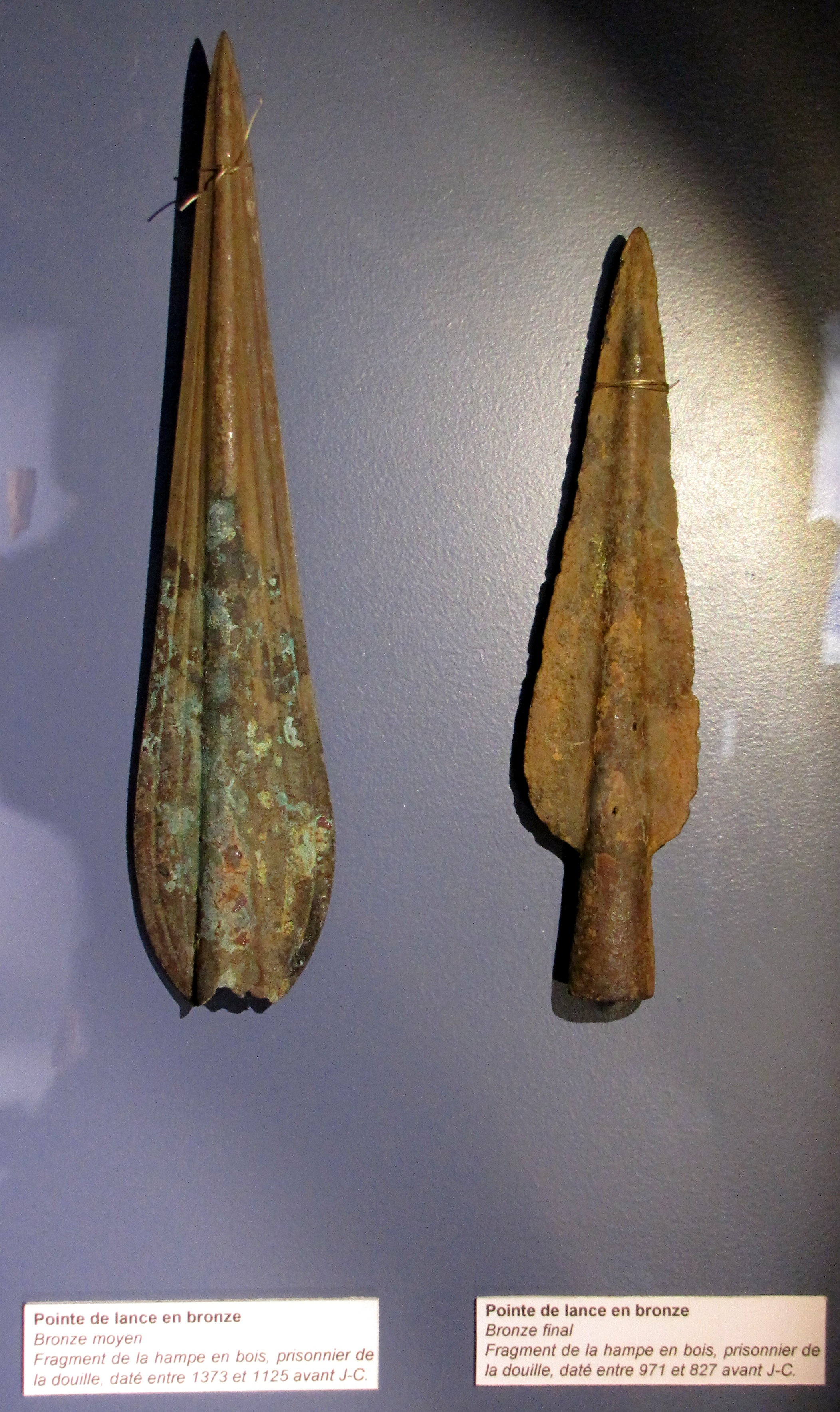
Pointes de lance en bronze, datées entre -1373 et -1125 pour celle de gauche, et entre -971 et -827 pour celle de droite
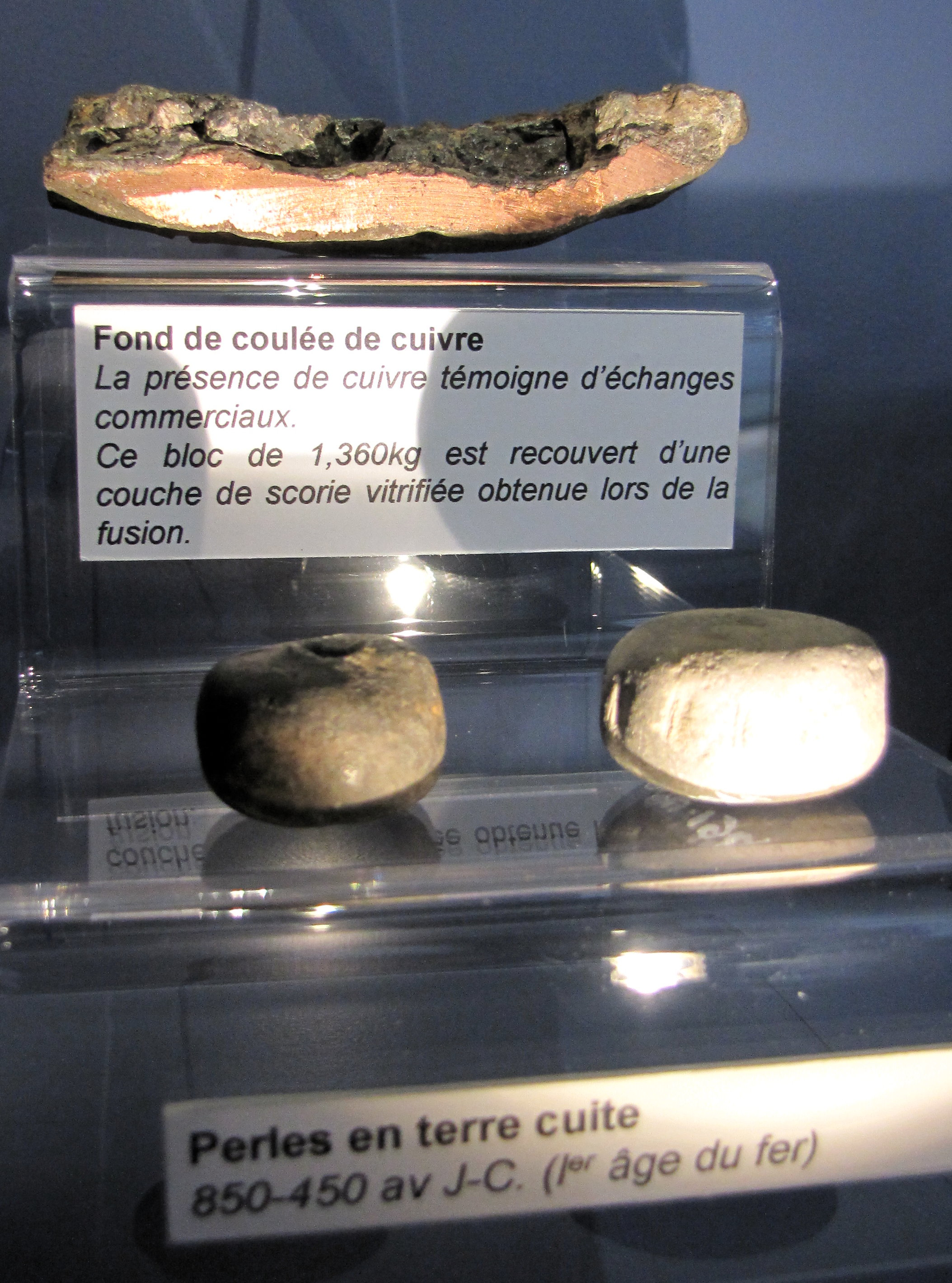
Fond de coulée de cuivre et perles de pierre.
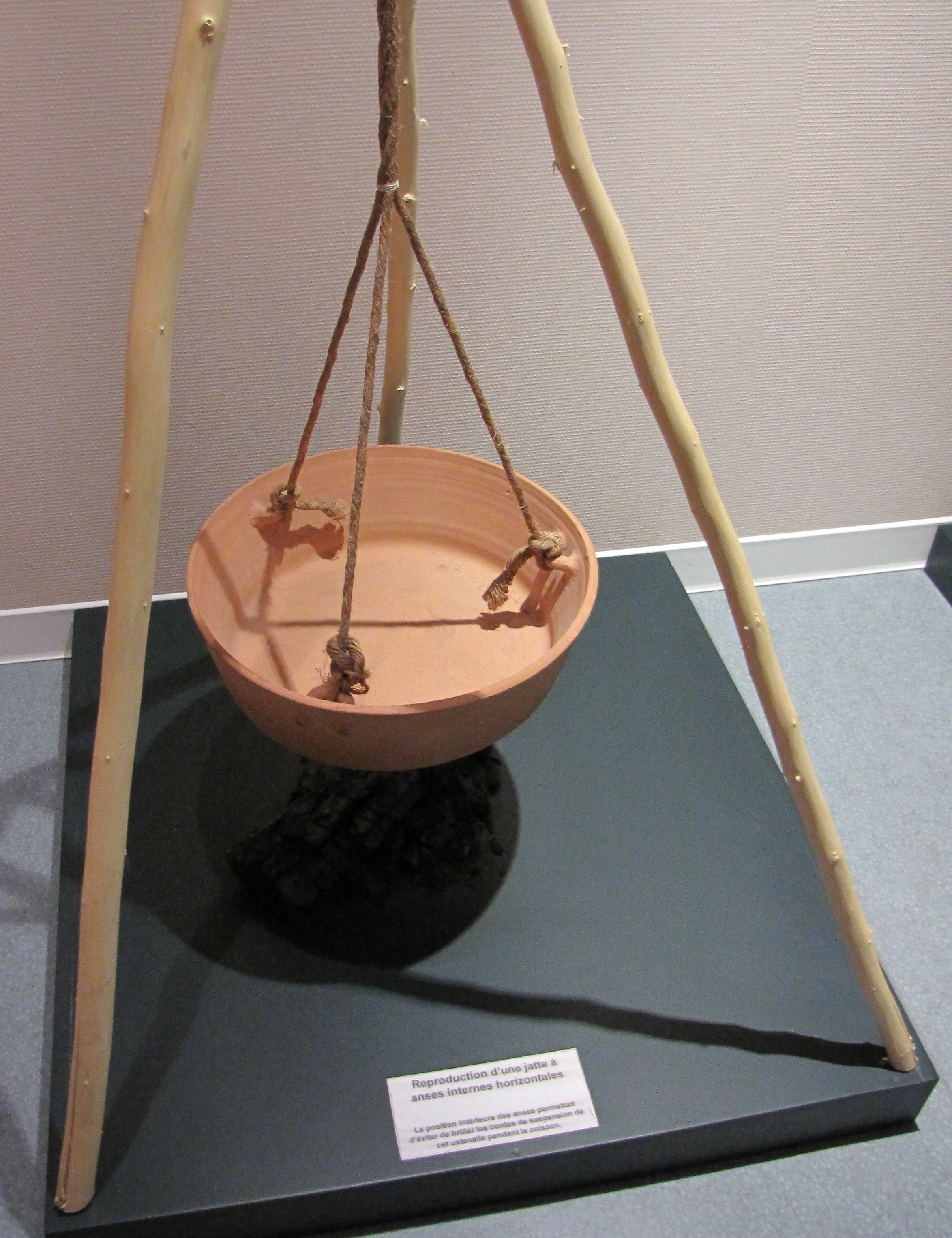
Reproduction d'une jatte à anses internes horizontales.
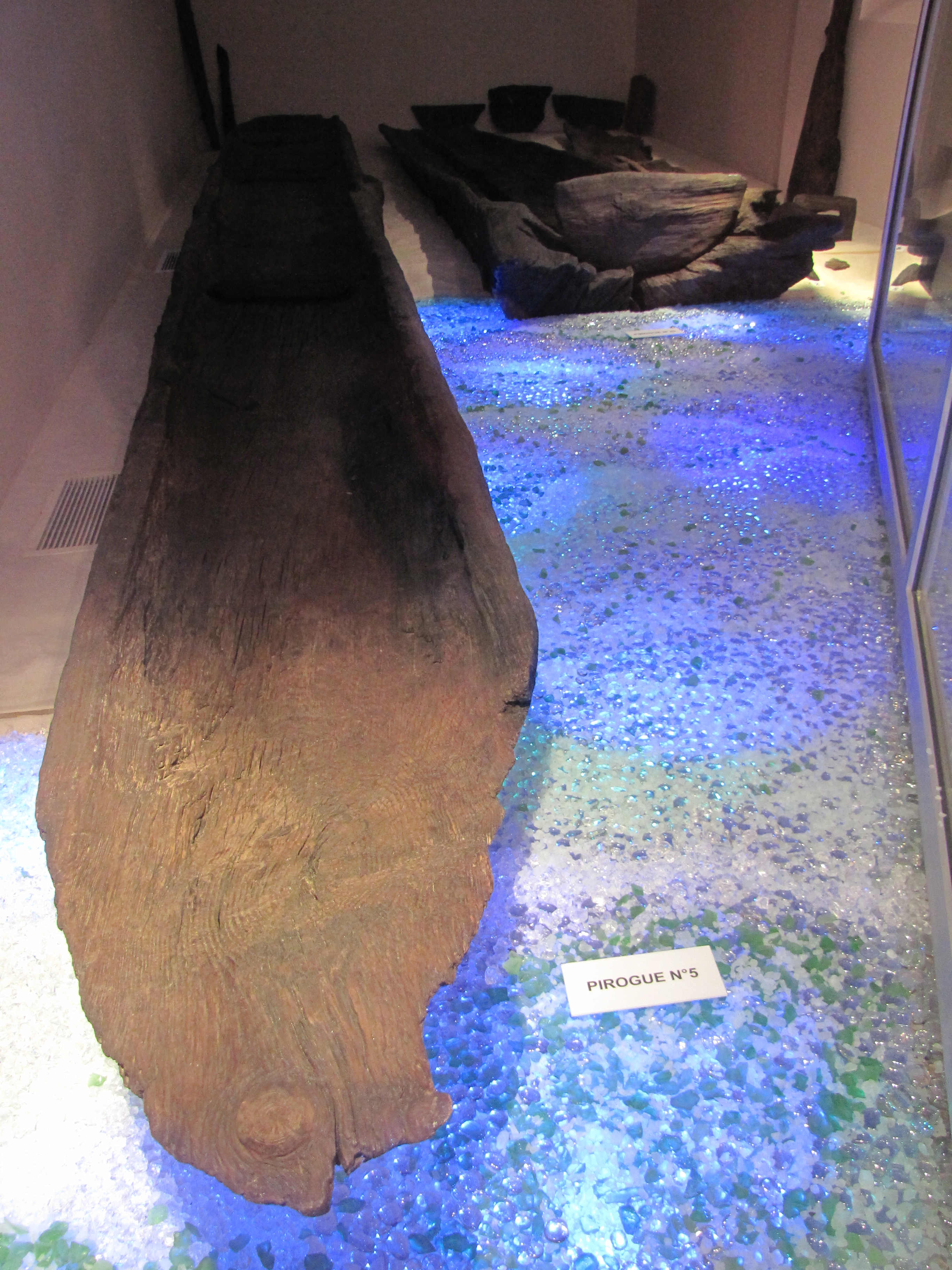
Pirogue n°5 en pin, de 8m x 0,75m, datée entre -740 et -620.

- Les trois sources saintes (hount sant en gascon)[57] du sentier de la Gourgue[58].

Les sources
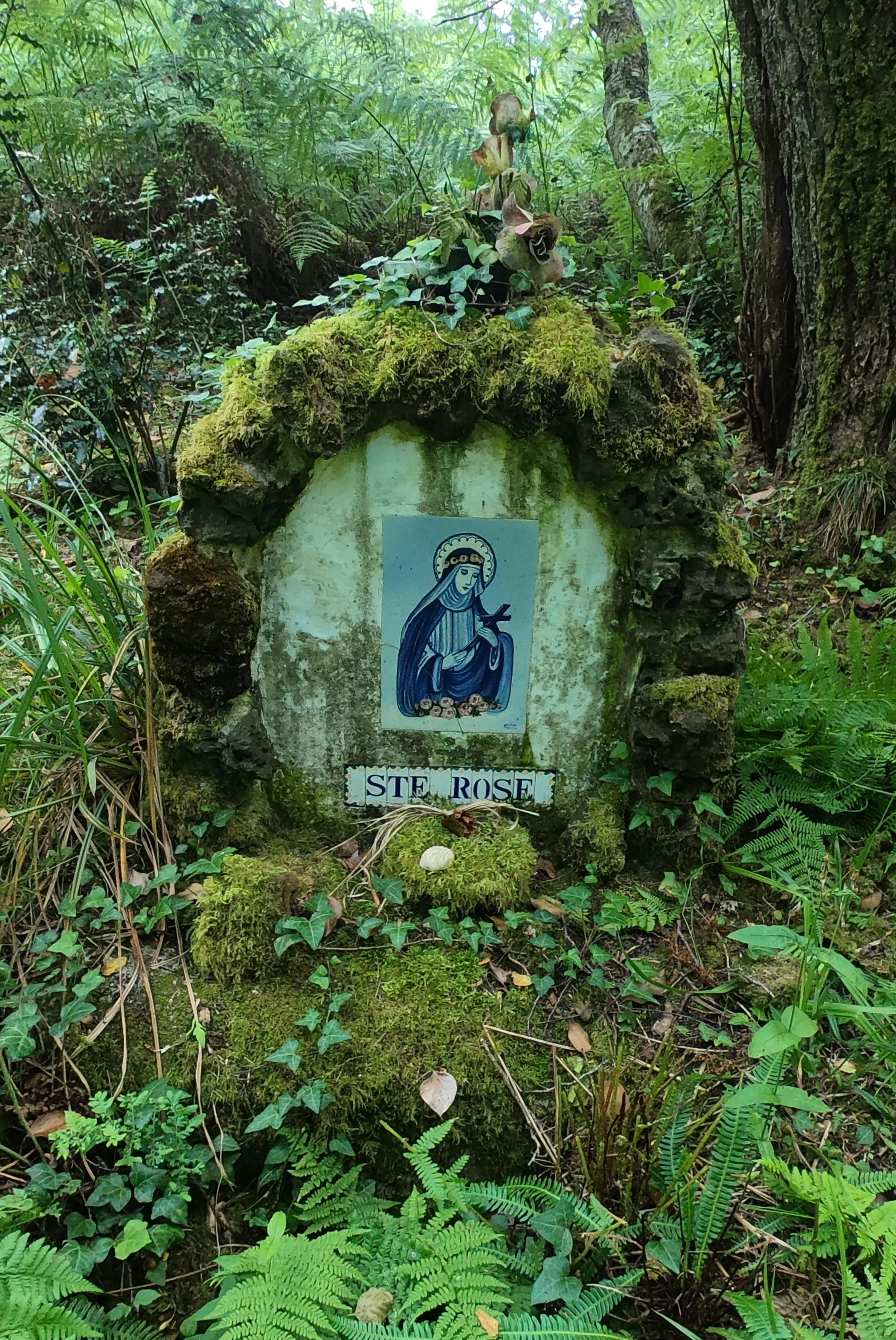
Source Sainte-Rose de Sanguinet.
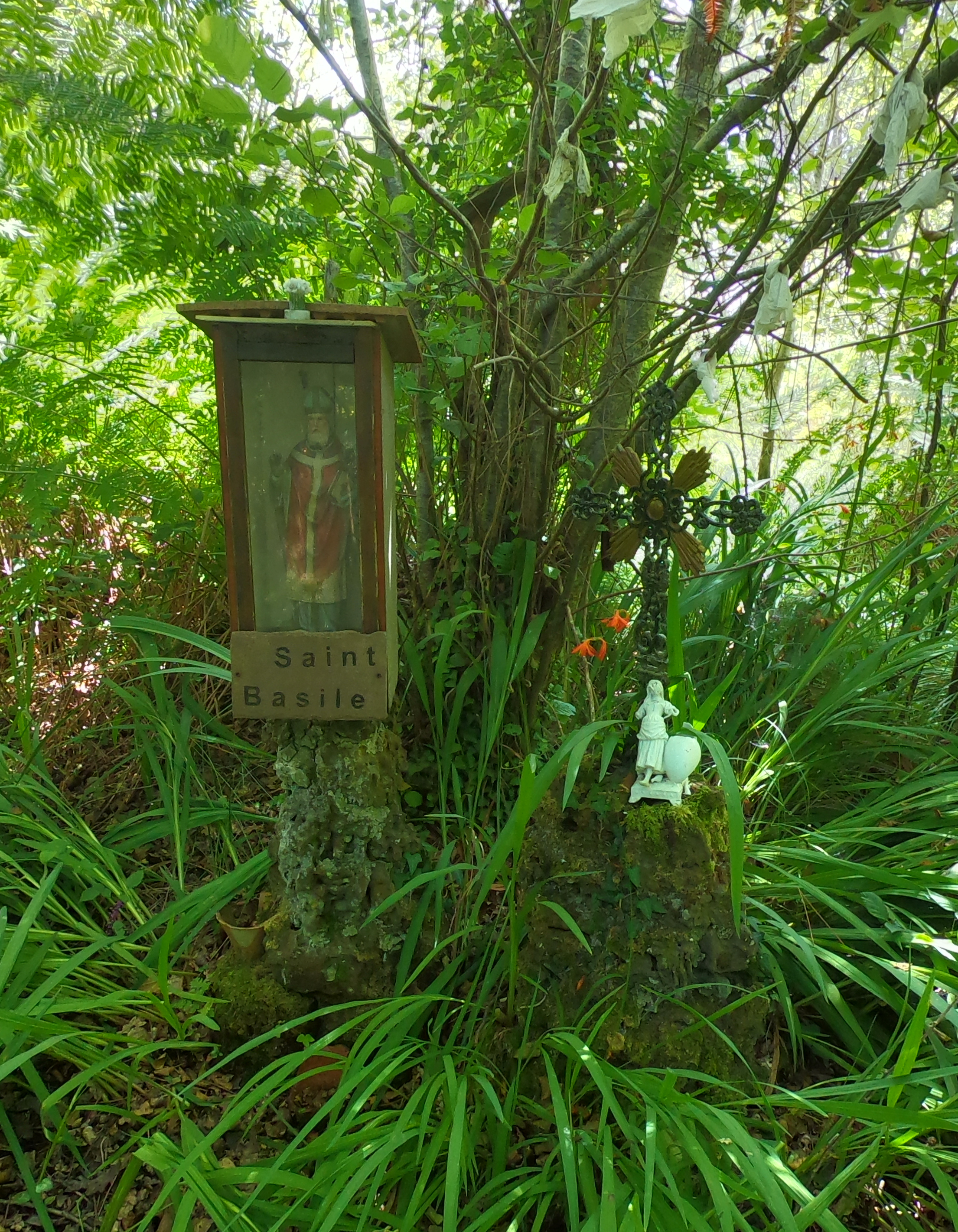
Source Saint-Basile de Sanguinet.

- Villa du Lac - La ou une des premières résidences secondaires de Sanguinet, propriété en 1928 (référence "Annuaire des châteaux et des villégiatures") du comte Léonard de Mezamat de Lisle (1874-1948) et de la comtesse Antonie née Arnoulx de Pirey (1881-1950), habitant au château de Maisières à Maisières-Notre-Dame dans le Doubs. Le comte (famille de Castelsarrazin - officier de cavalerie) possédait une écurie de course et faisait courir ses chevaux en avril à l'hippodrome du Becquet (1904-1912 références "l'Avenir d'Arcachon").

### Personnalités liées à la commune
- Roland Lecavelé, dit Roland Dorgelès, journaliste et écrivain français, membre de l'Académie Goncourt de 1929 à 1973, appréciait la plage du Pavillon lors de ses séjours à Arcachon dans les années 1920[réf. nécessaire].